# Entreprises coloniales au Cameroun
Les Entreprises coloniales au Cameroun est une liste d'entreprises actives au Cameroun avant l'indépendance et dont le capital, l'actionnariat, la propriété et/ou la gestion est (sont) basé.e.s dans les puissances colonisatrices.

## Listes
Une liste non exhaustive.
| Entreprise | Actionnariat.s   | Dirigeant.s                        | Objet.s Activité.s Imports Exports               | Années d'activités    | Zone.s d'Activité.s Agence Comptoir.s | Actifs repris par ...     |
| --- | ---------------- | ---------------------------------- | ------------------------------------------------ | --------------------- | ------------------------------------- | ------------------------- |
| Bongola Lokundje N'Yong |                  |                                    | Logistique fluviale & maritime                   | 19 juillet 1926 - ... |                                       |                           |
| Caoutchoucs et cacaos du Cameroun (Société des)                                                                                               |                  | ANGOULVANT (Gabriel-Louis),        | Exploitation de plantations                      |                       |                                       |                           |
| Jantzen & Thormählen |                  |                                    |                                                  |                       |                                       |                           |
| Ouest-Cameroun (Compagnie) |                  |                                    | café, huile de palme                             |                       | Bafoussam                             |                           |
| Agricole et forestière du Cameroun (Compagnie)                                                                                                |                  |                                    |                                                  |                       |                                       |                           |
| Société Africaine Forestière et Agricole (S. A. F. A.)                                                                                        | Socfin, Cameroun | Henri Chamaulte                    | Hévéa (Caoutchouc), Palmeraie (Huile et dérivés) |                       | Dizangué                              |                           |
| Tabacs du Cameroun (Cie des), puis Tabacs et plantations du Cameroun, puis Plantations de Nyombé-Penja                                        |                  |                                    |                                                  |                       | Mungo (Localité)                      | Plantations du Haut-Penja |
| Palmeraies du Cameroun (Compagnie des) |                  |                                    |                                                  |                       |                                       |                           |
| Forestière Sangha-Oubangui (Compagnie)(CFSO) : plantations de café au Cameroun                                                                |                  |                                    |                                                  |                       |                                       |                           |
| Générale Française de l’Afrique équatoriale (Société)(SGFAE)                                                                                  |                  |                                    | exploitation forestière                          | 1927-1933             |                                       |                           |
| Pastorale africaine (Compagnie) |                  |                                    | élevage de bovins, abattoirs                     |                       |                                       |                           |
| Française Cameroun-Nigeria (Société) |                  |                                    |                                                  |                       |                                       |                           |
| Caoutchoucs de l'Équateur (Société africaine de cultures et de commerce)(suite des Éts Grenouilleau et de la Compagnie française du Cameroun) |                  |                                    |                                                  |                       |                                       |                           |
| Plantations de la Sanaga (1929-1939) : plantation d'hévéa de Dizangué                                                                         |                  |                                    |                                                  |                       | Dizangué                              |                           |
| Compagnie Soudanaise (Fusion avec la S.A. des Éts Mas en 1930)                                                                                |                  | Dudognon, Fernand, Pierre Fribourg |                                                  | 17 juillet 1927 ...   | Douala, 11 comptoirs au Cameroun      |                           |
| Française de I’Afrique centrale (Compagnie)                                                                                                   |                  |                                    |                                                  | (1893-1897)           |                                       |                           |
| Mas (Établissements Joseph) |                  |                                    |                                                  |                       | Douala                                |                           |
| Savoie (Établissements et comptoirs Georges)                                                                                                  |                  |                                    |                                                  |                       | Douala                                |                           |

## Articles convexes
- Compagnies coloniales françaises